# Gloria Greer
Gloria Greer (nacida Elbert Eleanor Greer; 7 de marzo de 1908 – 6 de junio de 1931) fue una actriz estadounidense quién interpretó a la novia de Oliver Hardy en el cortometraje de 1929 de Laurel y Hardy Men O' War.

## Vida y carrera
Nacida en Muskogee, Oklahoma, hija de Elbert Rush "Bert" y Lillian May Greer (de soltera Harris), tenía dos hermanas mayores, Vivian y Lillian. Cuando tenía tres años, su familia se trasladó a Ashland, Oregón, donde su padre compró el periódico Ashland Daily Tidings. Tras graduarse en la Ashland High School, asistió a la Universidad de Oregón donde fue miembro de Chi Omega.
En 1927 se trasladó a Los Ángeles, California, y adoptó el nombre artístico de Gloria Greer. En 1928 se unió a Hal Roach Bathing Beauties,[cita requerida] un grupo de mujeres jóvenes que aparecían en provocativos trajes de baño en cortometrajes cómicos y en actos promocionales. Su breve carrera incluyó dos papeles como actriz, uno como novia de Oliver Hardy en Men O' War (1929) y otro como recién casada en el cortometraje de la RKO Moonlight and Monkey Business (1930), dirigido por Mark Sandrich.
Greer se casó con Carlos Noelle (1904-1978) en 1930. La pareja pretendía trasladarse a Ashland, donde vivía la madre de Greer. Estaban de visita allí cuando, el 28 de mayo de 1931, Greer dio a luz a un hijo, Carlos Noelle Jr (1931-1998). Greer falleció el 6 de junio de 1931 a causa de una septicemia provocada por complicaciones derivadas del nacimiento de su hijo. Su funeral se celebró en la Ashland Presbyterian Church y su cuerpo fue enterrado temporalmente en el mausoleo del cementerio de la iglesia. Fue enterrada en un cementerio de Burbank, California, donde estaba enterrado su padre (fallecido en 1926). Su hijo fue adoptado por su hermana, Vivian Dorothy Ling (de soltera Greer, 1893–1966).